# Lynne Yelich
Lynne Yelich (née Zdunich, le 24 mars 1953 à Saskatoon, Saskatchewan) est une femme politique canadienne. Elle a été députée de la circonscription saskatchewanaise de Blackstrap de 2000 à 2015. Elle ne s'est pas représentée aux élections générales de 2015.
Elle est ministre d'État de 2008 à 2015, chargée des Affaires étrangères de 2013 à 2015.

## Biographie
Lynne Yelich appartient à la troisième génération d'une famille de personnalités politiques croate-canadienne. Elle est élue députée à la Chambre des communes du Canada, représentant la circonscription saskatchewanaise de Blackstrap sous la bannière du Parti conservateur du Canada. 
La circonscription de Blackstrap comprend la ville natale de Yelich de Kenaston, Saskatchewan, identifié comme le plus grand établissement agricole croate au Canada. Lynne Yelich fut d'abord élue sous l'Alliance canadienne en 2000, puis réélue en 2004, 2006 et 2008 tant que candidate conservatrice. 
Au moment de la dissolution de la 38e législature, gouvernement minoritaire de 17 mois du Premier ministre Paul Martin, qui a pris fin en novembre 2005, Lynne Yelich a été citée par Carol Goar en tant que membre du Parlement qui avait "essayé d'utiliser le système législatif pour améliorer la vie des Canadiens" et pour "tentative de jouer un rôle positif dans une Maison consommée par machinations partisanes" pendant une période parlementaire particulièrement acrimonieuse.
À la suite de l'élection du gouvernement conservateur minoritaire en 2006, Yelich a été nommé par le Premier ministre du Canada Stephen Harper comme secrétaire parlementaire du Ministre des Ressources humaines et du Développement des compétences. Yelich a été nommé ministre d'État (Diversification de l'économie de l'Ouest Canada) par le Premier ministre Stephen Harper après la réélection du gouvernement conservateur minoritaire en 2008. Elle était la dernière nommée ministre d'État (Affaires étrangères et consulaire) en juillet 2013.
Pendant son mandat parlementaire, Yelich a siégé aux comités Citoyenneté et Immigration, Transports, des opérations gouvernementales et des prévisions budgétaires, et de la Condition féminine. Elle a également été membre du Comité permanent des Ressources humaines et du Développement social et de la condition des personnes handicapées (HUMA). Elle a également servi de porte-parole pour les femmes entrepreneures, familles et aidants naturels, de la Condition féminine, Villes, et le transport du grain.
Yelich a présenté des motions d'initiative parlementaire pour faire cesser la contrebande de matériel sexuellement explicite dans les prisons, maintenir ouvertes les stations météorologiques locales, établir un rapport sur le décorum à la Chambre et soutenir la recherche sur l'endométriose.
Elle est mariée à Matt et est la mère de deux filles.